# 38e armée (Union soviétique)
Pour les articles homonymes, voir 38e armée et 38e corps d'armée.
La 38e armée de l'ordre du Drapeau rouge est une armée de campagne de l'Union soviétique ayant existé entre 1941 et 1991.

## Historique

### Seconde Guerre mondiale

#### Première formation
Formé le 4 août 1941 sur la base de la directive d'état-major du 22 juillet 1941 dans le cadre du front du Sud-Ouest. Le commandement sur le terrain est constitué sur la base du quartier général du 8e corps mécanisé. L'armée comprend la 47e division de fusiliers de montagne, les 169e, 199e (ru), 300e (ru) et 304e division de fusiliers (ru), de chars, d'artillerie, ainsi que d'autres formations et unités.
Après sa formation, l'armée est déployée sur des positions défensives sur le Dniepr, près de la ville de Tcherkassy. À partir du 8 août 1941, elle participe à la défense de Kiev (7 juillet - 26 septembre). Sous les attaques allemandes, elle est contrainte de se replier sur Poltava, Voltchansk, Valouïki et, fin décembre, elle se poste sur la ligne Valouïki-Koupiansk.
Au cours de l'hiver et du printemps 1942, l'armée mène des batailles défensives et lance une offensive (seconde bataille de Kharkov) avec des gains limitées dans les zones des villes de Voltchansk et de Balaklia.
Le 12 mai 1942, l'armée lance une attaque contre la Wehrmacht depuis deux directions — Barvinkove et Voltchansk-Saltov — dans le but d'encercler Kharkov, occupée par les Allemands les 24 et 25 octobre 1941. La zone située devant Nepokryty, dont les Allemands ont fait le principal bastion, devient le théâtre de batailles sanglantes. Le point central de la défense allemande est percée en mars-mai 1942 le long de la rivière Bolchaïa Babka ; il abritait le quartier général de la 294e division d'infanterie de la Wehrmacht.
Le 12 mai 1942 à 07 h 30, la 226e division de fusiliers du général A. V. Gorbatov de la 38e armée attaque Nepokritoïe depuis la région de Fedorovka-Oktiabrskoïe avec le soutien des chars de la 36e brigade blindée de la même armée, de trois divisions de mortiers de la Garde, 648e régiment d'artillerie et le 516e bataillon du génie — perçant les défenses allemandes. Dans cette bataille, la 226e division dénombre jusqu'à cinq cents tués et blessés ; la 36e brigade de chars a perdu 16 chars.
Le 12 juillet 1942, l'armée est réaffectée sur le front du Sud. Du 17 au 23 juillet, elle combat au sein du front de Stalingrad. À partir du 23 juillet, l'armée est retirée dans la réserve du front, ses troupes transférées dans la 21e armée et le personnel de commandement sur le terrain envoyé pour former le commandement sur le terrain de la 1re armée de chars.

#### Seconde formation
L'armée est reformée le 3 août 1942 dans le cadre du front de Briansk sous le commandement du lieutenant-général N. E. Chibissov et de la 4e armée de réserve. La structure comprend les 167e, 237e, 240e et 340e divisions de fusiliers, plusieurs brigades de fusiliers et de chars, ainsi que des unités d'artillerie et autres.
Dans le cadre du front de Briansk, du 2 septembre 1942, l'armée mène des batailles défensives et offensives près de Voronej. En janvier-mars 1943, elle participe à l'offensive de Voronej-Kastornoe et à la troisième bataille de Kharkov en mars. Après avoir quitté Kharkov, l'armée est déployée sur la ligne Korenevo-Sennaïa (à 55 km au nord-est de la ville de Soumy)-Viazovoïe et tiennent cette ligne jusqu'en août 1943. Le 23 mars 1943, l'armée est réaffectée sur le front de Koursk et le 26 mars, retourne dans le front de Voronej.
Au cours de la bataille défensive de la bataille de Koursk (5-23 juillet), l'armée couvre les principales forces du front des attaques ennemies du nord-ouest et participe à repousser l'offensive allemande dans les directions d'Oboïan et de Prokhorovsky ; une partie de ses troupes est transférée dans les 40e et 69e armées. Avec la percée des troupes soviétiques, l'armée avance au sud de la ville de Soumy, assurant la jonction des fronts de Voronej et Central.
En septembre 1943, ses troupes participent à la libération de l'Ukraine de la rive gauche. Poursuivant les troupes allemandes en retraite, ils libèrent les villes de Soumy (2 septembre), Romny (16 septembre), Prylouki (18 septembre en coopération avec la 40e armée), fin septembre ils traversent le Dniepr au nord de Kiev et tiennent une tête de pont dans les zones à l'ouest de Svarom'ye, Lioutij, et Novopetrovsk.
En novembre-décembre 1943, dans le cadre du premier front ukrainien (à partir du 20 octobre), l'armée participe à la bataille de Kiev (offensive du 3 au 13 novembre ; défensive du 13 novembre au 22 décembre). Fin 1943-début 1944, l'armée continue son offensive lors des opérations du front sur l'Ukraine de la rive droite. Lors de l'offensive Jytomyr-Berditchev (24 décembre 1943 - 14 janvier 1944), ses troupes percent les défenses lourdement fortifiées et, en coopération avec d'autres armées, libèrent Berditchev (5 janvier 1944) et un certain nombre d'autres villes dans les environs.
Fin janvier 1944, l'armée repousse les attaques d'importantes forces allemandes à l'est de Vinnytsia. Lors de l'offensive Proskurov-Tchernivtsi (4 mars - 17 avril), un grand nombre de localités sont libérées, notamment les villes de Jmerynka et Vinnytsia (20 mars). À la fin de l'opération, l'unité tient plusieurs têtes de pont sur la rivière Seret, au sud-ouest de la ville de Tchernivtsi.
Fin juin-début juillet 1944, une partie des troupes de l'armée est transférée dans la 1re armée de la Garde. L'armée est ensuite regroupée dans une zone à l'ouest de la ville de Tarnopol. Après le regroupement, ses troupes participent à l'offensive Lvov-Sandomir (13 juillet - 29 août), puis à la bataille du col de Dukla (28 septembre au 28 octobre).
Du 30 novembre 1944 jusqu'à la fin de la guerre, l'armée combat au sein du quatrième front ukrainien. Au cours de l'hiver 1945, elle participe à l'offensive des Carpathes occidentales (12 janvier - 18 février) et à l'offensive Moravie-Ostrava (10 mars - 5 mai), au cours de laquelle la région industrielle du même nom en Tchécoslovaquie est libérée.
Le 1er mai 1945, l'armée, qui fait toujours partie du 4e front ukrainien, se compose du 11e corps de fusiliers (30e, 221e, 276e divisions de fusiliers), du 52e corps de fusiliers (121e, 241e, 305e divisions de fusiliers), du 101e corps de fusiliers (70e division de fusiliers de la Garde), 140e (ru), 183e, 226e divisions de fusiliers), 126e corps de fusiliers de montagne (31e, 32e, 72e brigades de fusiliers de la Garde), 24e division d'artillerie de percée (174e brigade d'artillerie de canons, 177e brigade d'obusiers, 180e brigade d'artillerie d'obusiers lourds, 126e brigade d'obusiers hyper-lourds (габр БМ), 40e brigade de mortiers, 47e brigade de mortiers lourds, 34e brigade d'artillerie de roquettes de la Garde), 3e brigade d'artillerie de corps, 135e brigade d'artillerie de canons, 901e régiment d'artillerie de corps de montagne, 6e régiment d'artillerie antichar, 130e, 1506e, 1642e, 1663e, 1672e régiments d'artillerie antichar, 197e, 253e, 496e régiments de mortiers de montagne, 276e, 491e régiments de mortiers, 5e et 16e régiments d'artillerie de roquettes de la Garde, 76e division d'artillerie antiaérienne (223e, 416e, 591e régiments d'artillerie antiaérienne), 1954e régiment d'artillerie antiaérienne.
L'armée achève la guerre en participant à l'offensive de Prague (6-11 mai 1945).
Pour leur distinction militaire, leur héroïsme et leur courage, des dizaines de milliers de soldats de l'armée ont reçu des ordres et des médailles, et plus de 380 d'entre eux ont reçu le titre de héros de l'Union soviétique. Beaucoup de ses formations et unités ont reçu des ordres et des titres honorifiques.

### Après-guerre
En janvier 1951, l'unité comprend le 3e corps de fusiliers (128e division de fusiliers de la Garde et 318e division de fusiliers) et le 35e corps de fusiliers de la Garde (66e et 70e divisions de fusiliers de la Garde).
Le 19 novembre 1990, elle établit sa garnison à Ivano-Frankivsk et fait partie du district militaire des Carpates. L'armée dispose de 413 chars, 758 véhicules blindés de transport de troupes BTR et BMP, 197 canons d'artillerie et systèmes de lance-roquettes multiples, 40 hélicoptères d'attaque et 36 hélicoptères de transport de l'aviation militaire.
À la fin des années 1980, l'armée comprend les unités suivantes :
- 17e division de fusiliers motorisés de la Garde (Khmelnytskyï)[6]
- 128e division de fusiliers motorisés de la Garde (Moukatchevo)[6]
- 70e division de fusiliers motorisés de la Garde (Ivano-Frankivsk) (dissoute en 1991)[6]
- 223e brigade de roquettes antiaériennes (Terebovlia)[6]
- 335e régiment indépendant d'hélicoptères (Kaliniv) : 40 Mi-24, 24 Mi-8, 6 Mi-9[7]
- 488e régiment indépendant d'hélicoptères (Vapniarka) : 40 Mi-24, 25 Mi-8, 4 Mi-9[7]
- 96e escadron d'aviation mixte (Chipintsi)[6]: 5 Mi-8[7]
- 222e brigade du génie (Kriva) : 2 véhicules de reconnaissance du génie (IRM)[7]
- 135e régiment du génie[7]
- 321e régiment du génie-sapeur (Kriva)[6]
- 188e régiment indépendant de communications (Ivano-Frankivsk)[6]

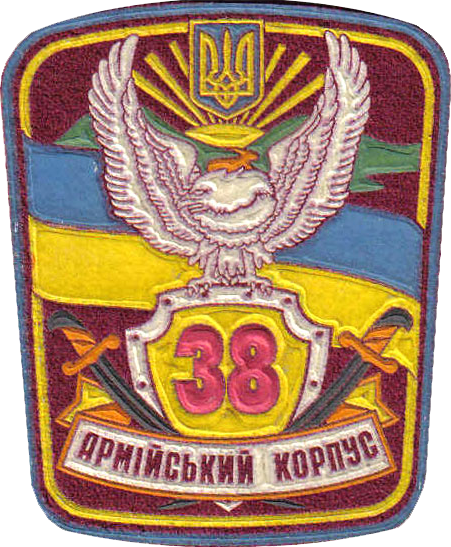
Insigne du 38e corps d'armée.

Après avoir intégré les forces terrestres ukrainiennes lors de la dissolution de l'Union soviétique, l'armée devient le 38e corps d'armée en 1992. Au 1er janvier 2001, il comprend les unités suivantes:
- 15e brigade indépendante mécanisée (Khmelnytskyï)
- 22e brigade indépendante mécanisée (Tchernivtsi)
- 128e division mécanisée (Moukatchevo)
- 432e brigade de fusées (Nadvirna)
- 93e régiment d'artillerie automotrice (Khmelnytskyï)
- 300e régiment de roquettes antiaériennes (Khmelnytskyï)
- 160e régiment d'artillerie réactive (Deliatyne)
- 980e régiment d'artillerie antichar (Joïevka)
- 188e régiment indépendant de communications (Ivano-Frankivsk)

Le corps est dissous en 2003,.

## Commandants
- Lieutenant-général Dmitri Riabitchev (en) (juillet - août 1941)
- Major général des forces blindées Nikolaï Feklenko (août - septembre 1941)
- Major général Viktor Tsiganov (en) (septembre - décembre 1941)
- Major général Alekseï G. Maslov (décembre 1941 - février 1942)
- Major général Gavril I. Cherstiouk (février - mars 1942)
- Major général d'artillerie Kirill Moskalenko (mars - juillet 1942)
- Colonel-général Nikandr Chibissov (en) (août 1942 - octobre 1943)
- Colonel-général Kirill Moskalenko (octobre 1943 - août 1948)
- Colonel-général Iakov Kreïzer (en) (avril 1949 - juin 1955)